# Сіордія
Сіордія (баск. Ziordia (офіційна назва), ісп. Ciordia) — муніципалітет в Іспанії, у складі автономної спільноти Наварра. Населення — 400 осіб (2009).
Муніципалітет розташований на відстані близько 300 км на північний схід від Мадрида, 48 км на захід від Памплони.

## Демографія
Динаміка населення (INE ):

## Галерея зображень

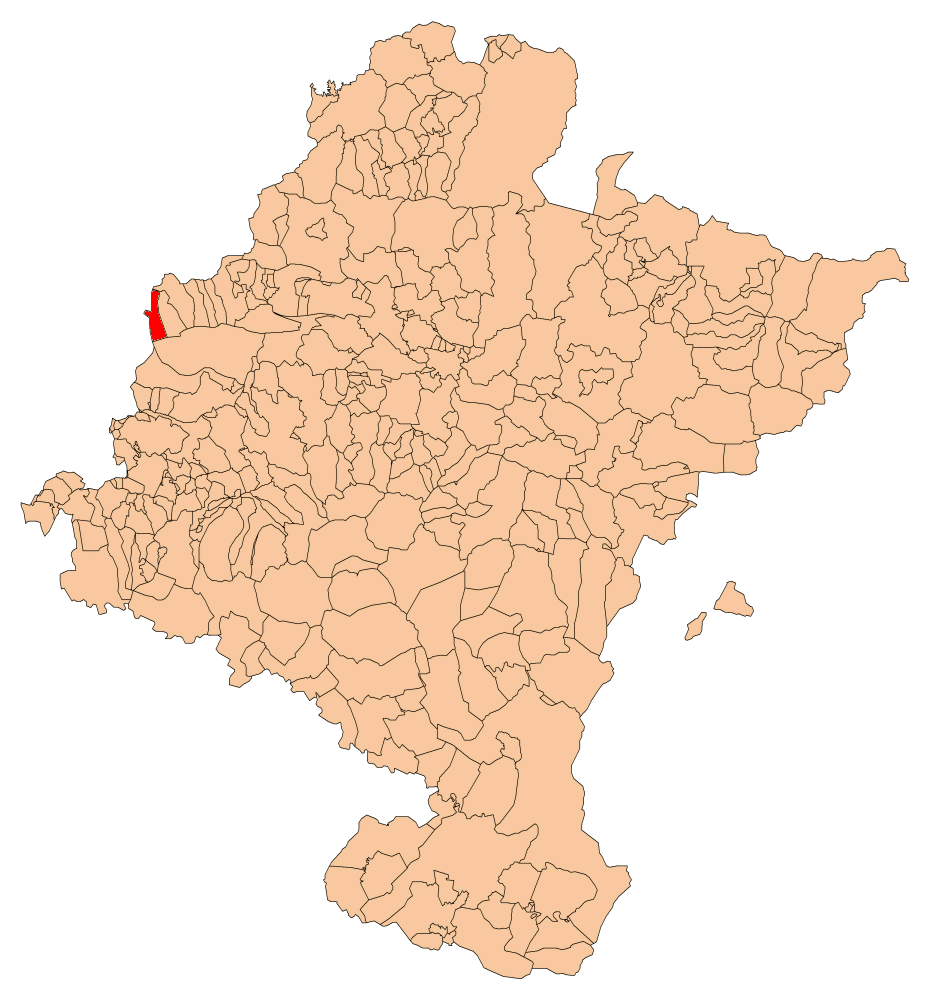
Розташування муніципалітету
Сіордія